# غونتر أورينغر
غونتر أورينغر (الألمانية: Günter Euringer ; مواليد 1963 في ميونيخ) لن يكون اسمه ذو شهرة بقدر صورته، بمجرد أن ترى صورة وجهه المبتسم تغطى لعقود غلاف شوكولاتة كيندر حتى تتعرف عليه، تم التقاط الصورة له في 1973 وظل وجهه علامة المنتج التجارية حتى 2005 حيث عملت الشركة على أعادت تصميم الغلاف، ضلت هويته الولد مجهولة حتى قرر الكشف عن هويته مهاجم استخدام المتعمد لصورته لمدة 37 عاما منذ ذكرى جلسة إلتقاط الصور مقابل 300 مارك ألماني فقط (150 يورو).
تبدأ شهرته عندما عملت والدة غونتر وهو في العاشرة من عمره في عام 1973، حيث تعمل في وكالة دعاية وإعلان واقتادته إلى جلسة تصوير في ميونيخ، جنوب ألمانيا، حيث كانوا يعيشون.
ولم يكن لديهم فكرة انه سوف يصبح علامة كيندر التجارية لمدة ثلاثة عقود حيث فوجئ هو وأمه عندما رأوا تلك الصور تغطي غلاف علب شوكولاته كيندر، يقول في كتابه بأنه شعر بالفخر لأول مرة رأى صورته في السوبر ماركت. 
ولكن عندما وصل إلى مرحلة المراهقة، ولم يرغب في تعريف نفسه بأنه ذلك الصبي الصغير المبتسم على غلاف شوكولاتة كندر بالحليب.
بعد ثلاثة عقود من الزمن، كيندر تغير صورته كعلامته تجارية له، لذلك قرر الكشف عن هويته من أجل أن يروي قصته، نشرت سيرة ذاتية بعنوان «صبي الشوكولاته» للحديث عن حياته السرية كرمز ألماني، معظم الناس يعتقد أن الصورة جعلته من الأثرياء، أو أنه حصل على نسبه مقابل كل علبة من الشوكولاتة كيندر يتم بيعها، كل تلك التسائلات ينفيها غونتر في كتابه، وانه لا يزال يعيش في ميونيخ مع زوجته وطفليه، ويعمل مصور وصانع أفلام.

## وصلات خارجية
- كاتبه على موقع أمازون، باللغة الألمانية
- غونتر أورينغر - وجه شوكولا كيندر على يوتيوب